# Garnet Moon/祈り
「Garnet Moon／祈り」（ガーネット・ムーン/いのり）は、島谷ひとみの17枚目のシングル。2005年1月26日発売。avex traxよりリリース。

## 解説
前作に引き続き、両A面シングルであり、それぞれPS2版ゲーム『Another Century's Episode』のオープニング/エンディング・テーマとして使われた。アートワークは、前作までとはイメージを一新した、ワイルドでセクシーな雰囲気が漂う。
「Garnet Moon」は、ゲームの世界観を意識してか、疾走感のあるエレクトリック・ダンス・チューンとなっており、トランスや民族系も効かせたメロディを島谷は淀みなく情熱的に歌い上げている。ミュージックビデオはトンネルの中で撮影されたが、外は大嵐だったという。島谷自身はこのミュージックビデオを非常に気に入っている。
発表された当初のタイトルは「GYPSY MOON」であったが、その後現在のタイトルに変更されてリリースされた。
「祈り」は、ストリングスの響きが心に残る、厳かなバラード。島谷は「女神になったような気分で歌った」と述べている。

## 収録曲
1. Garnet Moon
作詞：六ツ見純代／作曲：迫茂樹／編曲：前嶋康明
プレイステーション2専用ソフト『Another Century's Episode 〜A.C.E.〜』イメージソング
2. 祈り　
作詞・作曲：BULGE・sola／編曲：BULGE
プレイステーション2専用ソフト『Another Century's Episode 〜A.C.E.〜』エンディングソング
3. Garnet Moon （instrumental)
4. 祈り （instrumental)